# سالومون اوباما
سالومون اوباما (انگلیسی: Salomón Obama؛ زادهٔ ۴ فوریهٔ ۲۰۰۰) بازیکن فوتبال اهل گینه استوایی است.
از باشگاه‌هایی که در آن بازی کرده‌است می‌توان به باشگاه فوتبال اتلتیکو مادرید بی اشاره کرد.
وی همچنین در تیم‌های ملی فوتبال زیر ۱۷ سال اسپانیا، Equatorial Guinea national under-23 football team، و گینه استوایی بازی کرده‌است.